# 36 situations dramatiques
36 situations dramatiques est le nom d’une théorie proposée par le Français Georges Polti (15 décembre 1867 - juin 1946) dans Les 36 situations dramatiques et selon laquelle il existe, pour tout type de scénario, 36 situations dramatiques de base. Les travaux de Polti sont inspirés de ceux de l’Italien Carlo Gozzi (1720-1806) et de l’Allemand Johann Wolfgang von Goethe (1749-1832).

## Contenu de l'ouvrage
Le livre présente trente-six situations dramatiques avec, pour chacune, les rôles ou « éléments dynamiques indispensables » qu'elle implique. Ainsi par exemple, la situation Implorer demande un Persécuteur, un Suppliant et une Puissance indécise. Les Situations sont ensuite détaillées en nuances (« Fugitifs implorant un puissant contre leurs ennemis »), et pour chaque nuance sont donnés des exemples dans le théâtre de toutes les époques et tous les continents, les contes, le roman ou la vie réelle. Polti a catalogué plus de 1 200 œuvres. 
La définition de Situation dramatique n'est pas donnée, mais les exemples montrent des sujets d'œuvres entières (Les Suppliantes, d'Eschyle), des parties d'œuvres (le 2e acte du Roi Jean, de Shakespeare), des exemples historiques (« ambassades des Croisés aux musulmans ») ou de la vie ordinaire (« réclamation du corps d'un parent mort à l'hôpital »). De fait, Polti prétend dans son introduction avoir non seulement recensé toutes les situations dramatiques possibles au théâtre, mais aussi toutes les émotions qui composent la vie. 
Les Situations ne sont cependant pas des catégories bien tranchées puisque certaines nuances d'une Situation peuvent toucher à une autre Situation. Ainsi on peut « augmenter l'horreur » de la situation 27 « Découvrir le déshonneur des siens » avec la Situation 3 « Venger un crime » et ainsi aboutir à la situation 4 « Venger un proche ». Ainsi encore les Situations 15 « Adultère meurtrier » et 25 « Adultère ». Par ailleurs la même œuvre peut être rangée dans deux Situations distinctes (Hamlet est à la fois cité dans la Situation 4 et la Situation 13).

## Postérité de la théorie
La théorie des 36 situations dramatiques inspire notamment les manifestes de l'Oulipo et les travaux d'Étienne Souriau, mais celui-ci, dans son ouvrage Les Deux cent mille situations dramatiques, confond — sans doute volontairement — une situation dramatique, qui, selon Polti, se développe en actions diverses, avec justement ces actions. Ouvrir une porte, la refermer sont pour Souriau deux situations dramatiques. 
En revanche, la scénariste et essayiste Marie-France Briselance a adapté à l’écriture du film le thème du livre de Polti. Avec Leçons de scénario - Les 36 situations dramatiques, elle analyse chacune des situations telles qu’on peut la retrouver au cinéma ou à la télévision, et elle s’appuie sur des exemples de films anciens ou récents (le livre est de 2006). À son avis, une situation dramatique doit être liée à un ou plusieurs personnages, et elle est même inséparable d’eux, autant qu’il est ou qu’ils sont insécables d’elle. « Il ne faut pas confondre les situations dramatiques avec les axes dramatiques, les thèmes ou le sujet, car ce n’est pas à l’histoire qu’elles renvoient, mais toujours aux personnages (…) Ce qualificatif de dramatique a provoqué de nombreux contresens en renvoyant non pas aux personnages et à leurs archétypes, mais aux actions. Les situations dramatiques ne sont pas des actions, poursuivre la diligence n’est pas une situation dramatique, c’est une action, mais le personnage qui est à l’intérieur de la diligence et qui essaie de s’échapper peut être traqué par un homme qui veut venger son épouse et son fils assassinés, et qui est lui-même en proie à un chagrin si violent que seul l’accomplissement de la vengeance pourra lui permettre de traverser l’épreuve du deuil. Empoisonner le chat de la voisine que l’on hait est une péripétie, mais haïr sa mère au point de la tuer est une situation dramatique. » 

## Les situations
En voici un résumé, la liste originale contient plus de détails sur les personnages impliqués et leurs intentions.
1. Implorer : un personnage en péril implore qu’on le tire de l’embarras.
2. Sauver : un personnage se propose pour en sauver un ou plusieurs autres.
3. Venger un crime : un personnage venge le meurtre d’un autre personnage.
4. Venger un proche : une vengeance au sein d’une même famille.
5. Être traqué : un personnage doit s’enfuir pour sauver sa vie.
6. Détruire : un désastre survient, ou va survenir, à la suite des actions d’un personnage.
7. Posséder : un désir de possession (un bien, un être, etc.) contrevenu.
8. Se révolter : un personnage insoumis se révolte contre une autorité supérieure.
9. Être audacieux : un personnage tente d’obtenir l’inatteignable.
10. Ravir ou kidnapper : un personnage kidnappe un autre personnage contre sa volonté.
11. Résoudre une énigme : un personnage essaie de résoudre une énigme difficile.
12. Obtenir ou conquérir : un personnage principal essaie de s'emparer d'un bien précieux.
13. Haïr : un personnage voue une haine profonde à un autre personnage.
14. Rivaliser : un personnage veut atteindre la situation enviable d'un proche.
15. Adultère meurtrier : pour posséder son amante, un personnage tue son mari.
16. Folie : sous l’emprise de la folie, un personnage commet des crimes.
17. Imprudence fatale : un personnage commet une grave erreur.
18. Inceste : une relation impossible entre proches.
19. Tuer un des siens inconnus : un personnage tue un proche sans le savoir.
20. Se sacrifier à l'idéal : un personnage donne sa vie pour un idéal.
21. Se sacrifier aux proches : un personnage se sacrifie pour sauver un proche.
22. Tout sacrifier à la passion : une passion se révèle fatale.
23. Devoir sacrifier les siens : pour un idéal supérieur, un personnage sacrifie un être proche.
24. Rivaliser à armes inégales : un personnage décide d'affronter un autre plus fort que lui.
25. Adultère : un personnage trompe un autre personnage.
26. Crimes d'amour : un personnage amoureux s’égare et commet un crime.
27. Le déshonneur d'un être aimé : l’être aimé se livre à des activités répréhensibles.
28. Amours empêchées : un amour est entravé par la famille ou la société.
29. Aimer l’ennemi : un personnage en aime un autre même s'il est son ennemi.
30. L'ambition : un personnage est prêt à tout pour concrétiser son ambition.
31. Lutter contre Dieu : un personnage est prêt à affronter Dieu pour assouvir son ambition.
32. Jalousie : mépris et jalousie amènent un personnage à poser des actes regrettables.
33. Erreur judiciaire : un personnage est injustement accusé et condamné.
34. Remords : rongé par la culpabilité, un personnage a des remords.
35. Retrouvailles : après une longue absence, des personnages se retrouvent ou se reconnaissent.
36. L’épreuve du deuil : un personnage doit faire le deuil d’un personnage aimé.